# Òmicron1 d'Orió
Òmicron¹ d'Orió (ο¹ Orionis) és un estel variable de magnitud aparent mitjana +4,75 situada a la constel·lació d'Orió. La seva distància al sistema solar no és ben coneguda; un estudi la situa a 158 parsecs (515 anys llum), mentre que un altre estableix una distància de 650 anys llum. Igual que R Leonis o R Coronae Borealis, forma part del Grup de Wolf 630, conjunt d'estels amb el mateix moviment propi a través de l'espai.

## Característiques físiques
Òmicron¹ d'Orió és una gegant vermella de tipus espectral M3.2IIIaS amb una temperatura efectiva de 3.450 K. És una estrella MS que mostra característiques tant d'un estel M com d'una estrella S. La seva lluminositat bolomètrica —considerant totes les longituds d'ona— és 7.050 vegades superior a la lluminositat solar. La mesura indirecta del seu diàmetre angular, 7,1 mil·lisegons d'arc, permet estimar el seu diàmetre real de forma aproximada —donada la incertesa en la distància a la qual s'hi troba— en uns 150 radis solars. Tampoc es coneix la seva massa, però s'ha estimat que pot ser doble de la del Sol.

## Composició química
Òmicron¹ d'Orió té un contingut metàl·lic inferior al solar, sent el seu índex de metal·licitat [Fe/H] = -0,15. El seu peculiar tipus espectral s'hi deu als canvis químics que tenen lloc en la superfície estel·lar com a conseqüència dels processos nuclears interns, on elements recentment formats són arrossegats cap amunt per convecció. L'alt nivell de carboni és el resultat de la fusió de l'heli, mentre que elements com zirconi i itri són creats per captura neutrònica.
Òmicron¹ d'Orió és, a més, un estel de tecneci. Aquest element no té cap isòtop estable i no existeix de manera natural ni a la Terra ni al Sol. Malgrat això, l'espectre d'Òmicron¹ d'Orió revela la presència de l'isòtop tecneci-99, la vida mitjana del qual és de només dos milions d'anys, molt menor que l'edat de l'estel.

## Variabilitat
Òmicron¹ d'Orió és considerada una variable semiregular SRB —tipus de variables tipificades per RR Coronae Borealis— amb una amplitud en la seva variació de 0,3 magnituds. Es coneixen tres períodes de 36, 52,6 i 74,1 dies.